# Юбу
Ю́бу (яп. 由布島 юбу-дзима) — небольшой остров в островной группе Яэяма островов Сакисима архипелага Рюкю. Административно относится к округу Такэтоми уезда Яэяма префектуры Окинава, Япония.
Остров расположен у северо-восточного берега острова Ириомоте, от которого отделён узким проливом. На юге острова распространены тропические леса.
На севере расположено небольшое село, которое имеет такое же название, как и остров — Юбу.

## Фотогалерея

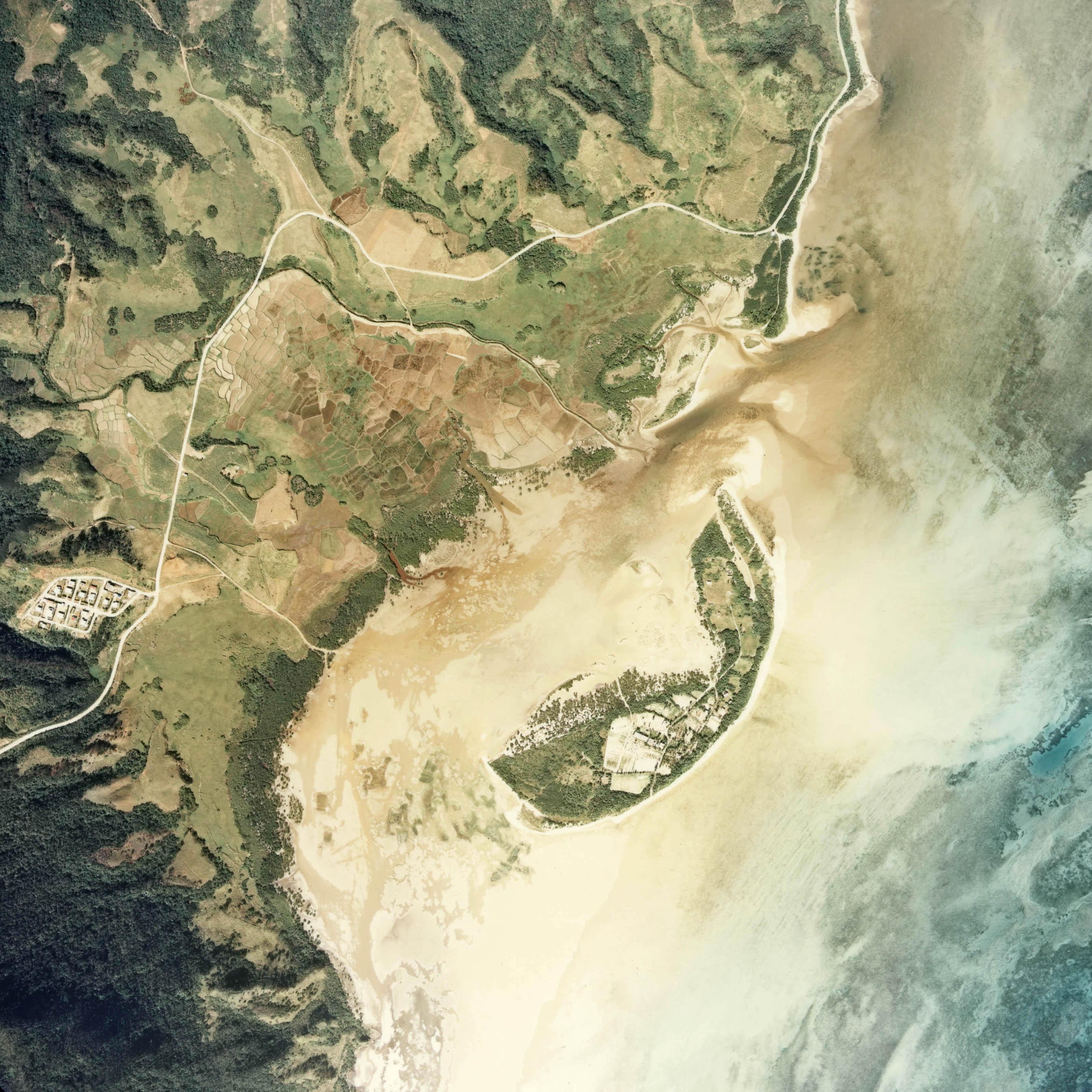
Снимок острова со спутника
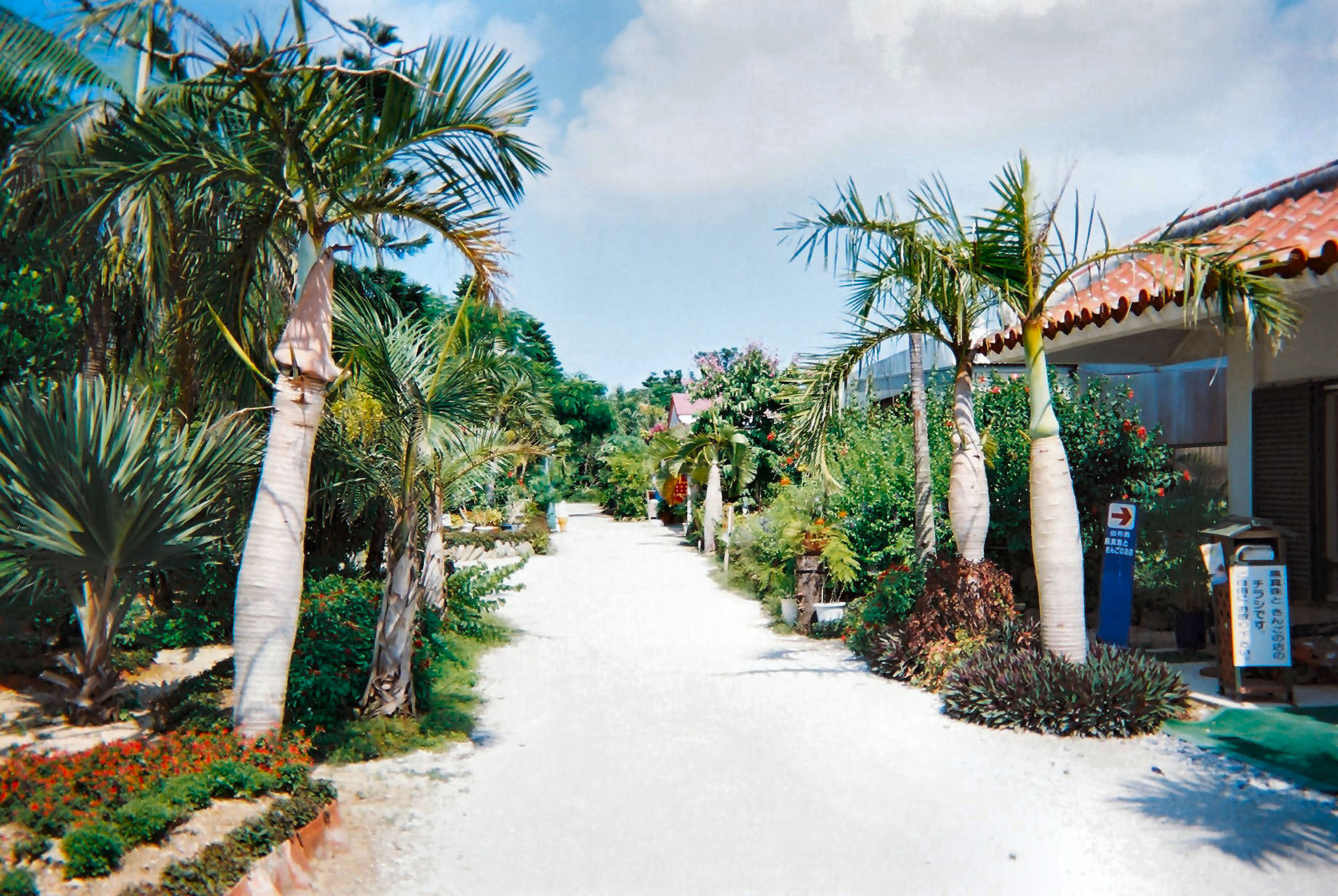
Село Юбу
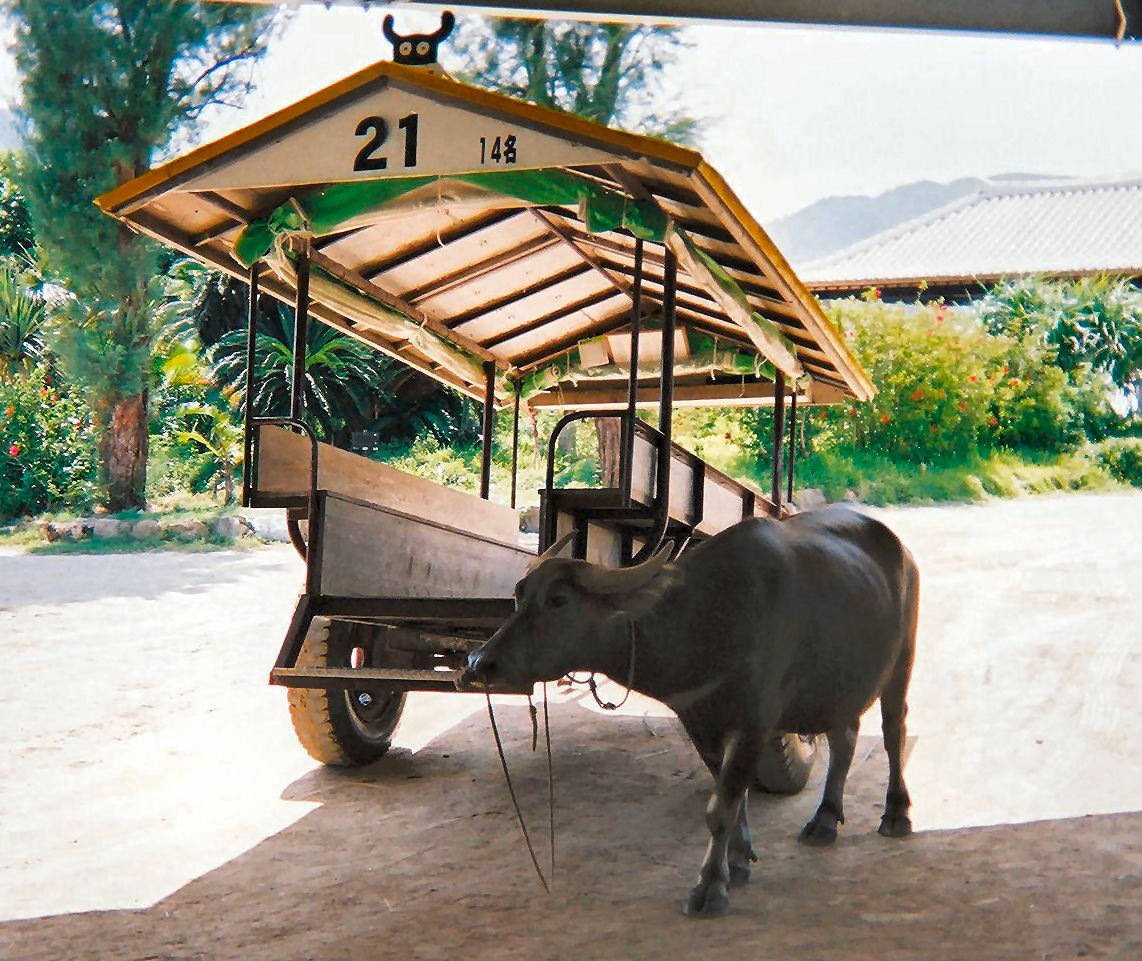
Распространённый вид транспорта